# Nati nel 1909/Gennaio
| Questa pagina contiene informazioni ricavate automaticamente dalle voci biografiche con l'ausilio del template Bio e di un bot. L'aggiornamento è periodico e automatico e ricostruisce completamente la pagina. Se manca una persona in questa lista, sei pregato di non aggiungerla, ma accertati piuttosto che la sua voce biografica contenga il template Bio e che i dati anagrafici siano correttamente compilati. Se il template Bio manca, inseriscilo tu stesso o, in alternativa, metti l'avviso {{tmp\|Bio}} che ne segnala la mancanza. Se i dati riportati sono sbagliati, correggi direttamente la voce biografica; le modifiche saranno visibili in questa lista entro pochi giorni. Per chiarimenti vedi il progetto biografie. La lista contiene solo le 141 persone che sono citate nell'enciclopedia e per le quali è stato implementato correttamente il template Bio. Pagina aggiornata al 10 ago 2025. |

- 1º gennaio - Dana Andrews, attore statunitense († 1992)
- 1º gennaio - Stepan Bandera, politico e militare ucraino († 1959)
- 1º gennaio - Ettore Cedraschi, scultore italiano († 1996)
- 1º gennaio - Giovanni Correale Santacroce, avvocato e politico italiano
- 1º gennaio - Laurent Di Lorto, calciatore francese († 1989)
- 1º gennaio - Giuseppe Gaddi, saggista e partigiano italiano († 1982)
- 1º gennaio - Pietro Leoni, gesuita e missionario italiano († 1995)
- 1º gennaio - Arthur Machado, calciatore brasiliano († 1997)
- 1º gennaio - Mario Pavesi, imprenditore italiano († 1990)
- 1º gennaio - Gustavo Roccella, militare italiano († 1941)
- 1º gennaio - Philip Strax, radiologo statunitense († 1999)
- 2 gennaio - Tewhida Ben Sheikh, ginecologa tunisina († 2010)
- 2 gennaio - Umberto Bonadè, canottiere italiano († 1992)
- 2 gennaio - Riccardo Cassin, alpinista e partigiano italiano († 2009)
- 2 gennaio - Barry Goldwater, politico statunitense († 1998)
- 2 gennaio - Lloyd Vaughan, animatore statunitense († 1988)
- 3 gennaio - Georges Bergé, generale francese († 1997)
- 3 gennaio - Victor Borge, musicista e comico danese († 2000)
- 3 gennaio - Siegfried Engel, militare e criminale tedesco († 2006)
- 3 gennaio - Lou Marcelle, attore e doppiatore statunitense († 1994)
- 3 gennaio - Gilberto Mazzi, cantante e attore italiano († 1978)
- 3 gennaio - Ferdinando Santagostino, calciatore italiano († 1991)
- 3 gennaio - Bonifacio Smerzi, calciatore italiano († 1988)
- 3 gennaio - Teseo Tesei, militare e inventore italiano († 1941)
- 4 gennaio - Cilly Aussem, tennista tedesca († 1963)
- 4 gennaio - Angelo Grassi, hockeista su pista e allenatore di hockey su pista italiano († 1993)
- 4 gennaio - Roger Rolhion, calciatore e allenatore di calcio francese († 1978)
- 5 gennaio - Stephen Kleene, matematico statunitense († 1994)
- 5 gennaio - Ileana di Romania, principessa rumena († 1991)
- 5 gennaio - Justo Suárez, pugile argentino († 1938)
- 6 gennaio - Elio Civinini, calciatore e allenatore di calcio italiano († 2005)
- 6 gennaio - Frida Clara, sciatrice alpina italiana († 1986)
- 6 gennaio - Michal Schmuck, pallanuotista cecoslovacco († 1980)
- 6 gennaio - Haruko Sugimura, attrice cinematografica e attrice teatrale giapponese († 1997)
- 7 gennaio - Federico Baj, calciatore italiano
- 7 gennaio - Guglielmo Donati, politico italiano († 1971)
- 7 gennaio - Innocenzo Ragusa, ufficiale italiano († 1943)
- 7 gennaio - Josane Sigart, tennista belga († 1999)
- 8 gennaio - Willy Millowitsch, attore, regista e cantante tedesco († 1999)
- 8 gennaio - Camillo Pasquali, politico italiano († 1956)
- 9 gennaio - Danielle Casanova, partigiana e politica francese († 1943)
- 9 gennaio - Luigi Galetti, calciatore italiano († 1977)
- 9 gennaio - Anthony Mamo, politico maltese († 2008)
- 9 gennaio - Harry Morton, calciatore inglese († 1974)
- 9 gennaio - Herva Nelli, soprano italiano († 1994)
- 9 gennaio - Gigliola Valandro, politica italiana († 1985)
- 10 gennaio - Enzo Caselli, calciatore italiano († 1978)
- 10 gennaio - Irenio Diotallevi, ingegnere, architetto e urbanista italiano († 1954)
- 10 gennaio - Lorenza Maranini, linguista italiana († 1998)
- 10 gennaio - Filomena Nitti, biochimica e farmacologa italiana († 1994)
- 10 gennaio - Biagio Pecorino, politico italiano († 1983)
- 11 gennaio - Nguyen Van Nghi, medico, scrittore e traduttore vietnamita († 1999)
- 11 gennaio - Kaarlo Oksanen, calciatore finlandese († 1941)
- 11 gennaio - Libero Simonatti, calciatore italiano († 1980)
- 12 gennaio - Archie Cochrane, medico e epidemiologo scozzese († 1988)
- 12 gennaio - Mauritz Hugo, attore svedese († 1974)
- 12 gennaio - Vicente Locasso, calciatore argentino († 1994)
- 12 gennaio - Marija Prymačenko, pittrice ucraina († 1997)
- 12 gennaio - Sam Shockley, criminale statunitense († 1948)
- 13 gennaio - Ilde Tobia Bertoncin, pittore, scultore e incisore italiano († 1998)
- 13 gennaio - András Gödi, calciatore ungherese
- 13 gennaio - Quentin Jackson, musicista e trombonista statunitense († 1976)
- 13 gennaio - Marinus van der Lubbe, attivista e politico olandese († 1934)
- 13 gennaio - Olin Chaddock Wilson, astronomo statunitense († 1994)
- 14 gennaio - Robert Berton, storico italiano († 1998)
- 14 gennaio - Gastone Gamba, calciatore italiano († 1984)
- 14 gennaio - Emil Lang, aviatore e ufficiale tedesco († 1944)
- 14 gennaio - Joseph Losey, regista, sceneggiatore e produttore cinematografico statunitense († 1984)
- 15 gennaio - Jean Bugatti, ingegnere e imprenditore italiano († 1939)
- 15 gennaio - Carlo Castellani, calciatore italiano († 1944)
- 15 gennaio - Hans Esser, schermidore tedesco († 1988)
- 15 gennaio - Gene Krupa, batterista statunitense († 1973)
- 15 gennaio - Izrail' Mechanik, sollevatore sovietico († 1989)
- 15 gennaio - Stefano Perati, allenatore di calcio e calciatore italiano
- 15 gennaio - Lloyd Perl, attore statunitense († 1993)
- 15 gennaio - Rolando Rigamonti, chimico italiano († 2008)
- 15 gennaio - Aldo Spivach, calciatore italiano († 1968)
- 16 gennaio - Roberto Bachi, statistico italiano († 1995)
- 16 gennaio - Bruna Bertolini, cestista, pesista e discobola italiana
- 16 gennaio - Leif Børresen, calciatore norvegese († 1990)
- 16 gennaio - Clement Greenberg, critico d'arte statunitense († 1994)
- 16 gennaio - Ellen King, nuotatrice britannica († 1994)
- 16 gennaio - Filiberto Luzzani, presbitero e botanico italiano († 1943)
- 17 gennaio - Willy Horn, canoista tedesco († 1989)
- 17 gennaio - Piet van Reenen, calciatore olandese († 1969)
- 18 gennaio - Francesco Bettoni, calciatore e allenatore di calcio italiano
- 18 gennaio - Oskar Davičo, scrittore jugoslavo († 1989)
- 18 gennaio - Ryōsuke Nunoi, tennista giapponese († 1945)
- 18 gennaio - Alexandru Schwartz, calciatore rumeno († 1994)
- 19 gennaio - Hans Hotter, basso-baritono e cantante tedesco († 2003)
- 19 gennaio - Ewald Kluge, pilota motociclistico tedesco († 1964)
- 19 gennaio - Giuseppe Pavón Bueno, presbitero spagnolo († 1936)
- 20 gennaio - Billy Cook, allenatore di calcio e calciatore nordirlandese († 1992)
- 20 gennaio - Carlos Delgado Chalbaud, politico e militare venezuelano († 1950)
- 20 gennaio - Edoardo Gellner, architetto italiano († 2004)
- 20 gennaio - Ferruccio Magnani, antifascista e partigiano italiano († 1944)
- 20 gennaio - Carlo Rosa, calciatore italiano († 1973)
- 20 gennaio - Mario Vinciguerra, batterista e compositore italiano († 1985)
- 20 gennaio - Gōgen Yamaguchi, karateka e maestro di karate giapponese († 1989)
- 21 gennaio - Paul Bùi Chu Tạo, vescovo cattolico vietnamita († 2001)
- 21 gennaio - Antonio Rigorini, grafico e pittore italiano († 1997)
- 21 gennaio - Teofilo Spasojević, calciatore jugoslavo († 1970)
- 22 gennaio - Tikvah Alper, fisica sudafricana († 1995)
- 22 gennaio - Antônio Luiz de Barros Nunes, cestista brasiliano († 1982)
- 22 gennaio - Goffredo Franchini, militare e aviatore italiano († 1940)
- 22 gennaio - Porfirio Rubirosa, diplomatico, socialite e pilota automobilistico dominicano († 1965)
- 22 gennaio - Ann Sothern, attrice statunitense († 2001)
- 22 gennaio - Morris Swadesh, linguista statunitense († 1967)
- 22 gennaio - U Thant, diplomatico birmano († 1974)
- 23 gennaio - Carlo Gallavotti, filologo classico e grecista italiano († 1992)
- 23 gennaio - Tatiana Proskouriakoff, archeologa statunitense († 1985)
- 24 gennaio - Viktoria von Ballasko, attrice e doppiatrice austriaca († 1976)
- 24 gennaio - Giacomo Cappellini, partigiano italiano († 1945)
- 24 gennaio - Martin Lings, orientalista britannico († 2005)
- 24 gennaio - Ann Todd, attrice inglese († 1993)
- 25 gennaio - Tommaso Fattori, rugbista a 15 e allenatore di rugby a 15 italiano († 1960)
- 25 gennaio - Minoru Kitani, giocatore di go giapponese († 1975)
- 25 gennaio - Odaba, illusionista, pittore e scultore italiano († 1983)
- 25 gennaio - Robert Rex, politico niueano († 1992)
- 25 gennaio - Gregg G. Tallas, regista greco († 1993)
- 26 gennaio - Sverre Brodahl, sciatore nordico norvegese († 1998)
- 26 gennaio - Bernardo Castagneri, partigiano italiano († 1945)
- 26 gennaio - Alois Dvořáček, cestista cecoslovacco
- 26 gennaio - Alexander King, imprenditore britannico († 2007)
- 26 gennaio - Mirko Manzotti, medico, politico e funzionario italiano († 1979)
- 26 gennaio - René Étiemble, scrittore, sinologo e saggista francese († 2002)
- 27 gennaio - William Adam, zoologo olandese († 1988)
- 28 gennaio - Hans Bernhardt, pistard tedesco († 1940)
- 28 gennaio - Colin Munro MacLeod, genetista canadese († 1972)
- 28 gennaio - Nino Rosani, architetto italiano († 2000)
- 28 gennaio - John Thomson, calciatore scozzese († 1931)
- 29 gennaio - Alan Marshal, attore australiano († 1961)
- 30 gennaio - Saul Alinsky, attivista e scrittore statunitense († 1972)
- 30 gennaio - Armando Bucchi, calciatore italiano
- 30 gennaio - Andrés Mejuto, attore spagnolo († 1991)
- 30 gennaio - Hans-Joachim Schoeps, storico e filosofo tedesco († 1980)
- 31 gennaio - Antonio Andretta, ciclista su strada italiano († 1966)
- 31 gennaio - Uberto Bonetti, pittore e disegnatore italiano († 1993)
- 31 gennaio - Walter Coy, attore statunitense († 1974)
- 31 gennaio - Pio Gorretta, calciatore italiano († 1946)
- 31 gennaio - Gregor Hradetzky, canoista austriaco († 1984)